# Campeonato Brasileiro Série A 1972
In 1972 werd de zestiende editie van het Campeonato Brasileiro Série A gespeeld, de hoogste voetbalcompetitie in Brazilië. De officiële naam in die tijd was Campeonato Nacional de Clubes. De competitie werd gespeeld van 9 september tot 23 december. Palmeiras werd landskampioen.

## Eerste fase

### Groep A
| Plaats | Club          | Wed. | W  | G  | V  | Saldo | Ptn. |
| ------ | ------------- | ---- | -- | -- | -- | ----- | ---- |
| 1.     | Internacional | 25   | 11 | 12 | 2  | 34:20 | 34   |
| 2.     | Vasco da Gama | 25   | 10 | 10 | 5  | 23:15 | 30   |
| 3.     | São Paulo     | 25   | 11 | 6  | 8  | 45:31 | 28   |
| 4.     | America       | 25   | 8  | 10 | 7  | 19:21 | 26   |
| 5.     | Bahia         | 25   | 6  | 11 | 8  | 16:23 | 23   |
| 6.     | Sergipe       | 25   | 2  | 5  | 18 | 14:41 | 9    |

|  | Geplaatst voor de tweede fase |

### Groep B
| Plaats | Club      | Wed. | W  | G  | V  | Saldo | Ptn. |
| ------ | --------- | ---- | -- | -- | -- | ----- | ---- |
| 1.     | Palmeiras | 25   | 14 | 8  | 3  | 39:15 | 36   |
| 2.     | Coritiba  | 25   | 12 | 9  | 4  | 34:17 | 33   |
| 3.     | Cruzeiro  | 25   | 12 | 9  | 4  | 37:20 | 33   |
| 4.     | Flamengo  | 25   | 10 | 8  | 7  | 21:20 | 28   |
| 5.     | Remo      | 25   | 5  | 15 | 5  | 21:20 | 25   |
| 6.     | Náutico   | 25   | 7  | 8  | 10 | 30:34 | 22   |
| 7.     | ABC       | 25   | 4  | 7  | 12 | 20:33 | 15   |

|  | Geplaatst voor de tweede fase |

### Groep C
| Plaats | Club             | Wed. | W  | G  | V  | Saldo | Ptn. |
| ------ | ---------------- | ---- | -- | -- | -- | ----- | ---- |
| 1.     | Corinthians      | 25   | 11 | 10 | 4  | 29:24 | 32   |
| 2.     | Atlético Mineiro | 25   | 10 | 6  | 9  | 31:26 | 26   |
| 3.     | Botafogo         | 25   | 7  | 11 | 7  | 30:30 | 25   |
| 4.     | Santa Cruz       | 25   | 7  | 9  | 9  | 31:36 | 23   |
| 5.     | Nacional         | 25   | 4  | 10 | 11 | 23:31 | 18   |
| 6.     | Portuguesa       | 25   | 4  | 9  | 12 | 25:37 | 17   |

|  | Geplaatst voor de tweede fase |

### Groep D
| Plaats | Club            | Wed. | W  | G  | V  | Saldo | Ptn. |
| ------ | --------------- | ---- | -- | -- | -- | ----- | ---- |
| 1.     | Santos          | 25   | 11 | 9  | 5  | 31:19 | 31   |
| 2.     | Grêmio          | 25   | 10 | 8  | 7  | 22:16 | 28   |
| 3.     | Ceará           | 25   | 8  | 12 | 5  | 27:25 | 28   |
| 4.     | Fluminense      | 25   | 9  | 9  | 7  | 21:19 | 27   |
| 5.     | Vitória         | 25   | 6  | 10 | 9  | 13:26 | 22   |
| 6.     | América Mineiro | 25   | 3  | 12 | 10 | 18:28 | 18   |
| 7.     | CRB             | 25   | 1  | 11 | 13 | 18:45 | 13   |

|  | Geplaatst voor de tweede fase |

## Tweede fase

### Groep 1
| Plaats | Club          | Wed. | W | G | V | Saldo | Ptn. |
| ------ | ------------- | ---- | - | - | - | ----- | ---- |
| 1.     | Internacional | 3    | 2 | 1 | 0 | 7:4   | 5    |
| 2.     | Vasco da Gama | 3    | 1 | 2 | 0 | 5:3   | 4    |
| 3.     | Flamengo      | 3    | 0 | 2 | 1 | 3:5   | 2    |
| 4.     | Cruzeiro      | 3    | 0 | 1 | 2 | 4:7   | 1    |

|  | Geplaatst voor halve finale |

### Groep 2
| Plaats | Club      | Wed. | W | G | V | Saldo | Ptn. |
| ------ | --------- | ---- | - | - | - | ----- | ---- |
| 1.     | Palmeiras | 3    | 2 | 0 | 1 | 6:3   | 4    |
| 2.     | São Paulo | 3    | 2 | 0 | 1 | 4:1   | 4    |
| 3.     | Coritiba  | 3    | 1 | 0 | 2 | 2:6   | 2    |
| 4.     | America   | 3    | 1 | 0 | 2 | 3:5   | 2    |

|  | Geplaatst voor halve finale |

### Groep 3
| Plaats | Club             | Wed. | W | G | V | Saldo | Ptn. |
| ------ | ---------------- | ---- | - | - | - | ----- | ---- |
| 1.     | Corinthians      | 3    | 1 | 2 | 0 | 1:0   | 4    |
| 2.     | Atlético Mineiro | 3    | 1 | 2 | 0 | 4:3   | 4    |
| 3.     | Ceará            | 3    | 0 | 2 | 1 | 1:2   | 2    |
| 4.     | Fluminense       | 3    | 0 | 2 | 1 | 2:3   | 2    |

|  | Geplaatst voor halve finale |

### Groep 4
| Plaats | Club       | Wed. | W | G | V | Saldo | Ptn. |
| ------ | ---------- | ---- | - | - | - | ----- | ---- |
| 1.     | Botafogo   | 3    | 2 | 1 | 0 | 6:2   | 5    |
| 2.     | Grêmio     | 3    | 1 | 1 | 1 | 2:2   | 3    |
| 3.     | Santos     | 3    | 1 | 0 | 2 | 3:3   | 2    |
| 4.     | Santa Cruz | 3    | 1 | 0 | 2 | 3:7   | 2    |

|  | Geplaatst voor halve finale |

## Knock-outfase
In geval van gelijkspel wint de club met het beste resultaat uit de reguliere competitie.
|  | Halve finale  | Halve finale |   |  | Finale    | Finale |  |
|  |               |              |   |  |           |        |  |
|  |               |              |   |  |           |        |  |
|  | Palmeiras     | 1            |   |  |           |        |  |
|  | Internacional | 1            |   |  |           |        |  |
|  |               |              |   |  |           |        |  |
|  |               |              |   |  |           |        |  |
|  |               |              |   |  | Palmeiras | 0      |  |
|  |               | Botafogo     | 0 |  |           |        |  |
|  |               |              |   |  |           |        |  |
|  |               |              |   |  |           |        |  |
|  |               |              |   |  |           |        |  |
|  |               |              |   |  |           |        |  |
|  | Botafogo      | 2            |   |  |           |        |  |
|  | Corinthians   | 1            |   |  |           |        |  |

### Kampioen
| Campeonato Brasileiro Série A de 1972 |
| São Paulo                             |
| ------------------------------------- |
| PALMEIRAS Kampioen (5° titel)         |

## Topschutters
| Speler            | Speler         | Goals | Club             |
| ----------------- | -------------- | ----- | ---------------- |
| Vlag van Brazilië | Dadá Maravilha | 17    | Atlético Mineiro |
| /                 | Pedro Rocha    | 17    | São Paulo        |
| Vlag van Brazilië | Zé Roberto     | 16    | Coritiba         |
| Vlag van Brazilië | Leivinha       | 15    | Palmeiras        |
| Vlag van Brazilië | Campos         | 14    | Nacional         |
| Vlag van Brazilië | Valdomiro      | 12    | Internacional    |